# Amelinna abyssalis
Amelinna abyssalis är en ringmaskart som beskrevs av Hartman 1969. Amelinna abyssalis ingår i släktet Amelinna och familjen Ampharetidae. Inga underarter finns listade i Catalogue of Life.